# Anisodes tychicus
Anisodes tychicus là một loài bướm đêm trong họ Geometridae.